# Зембин
Зе́мбин (бел. Зе́мбін, Зебін) — агрогородок в Борисовском районе Минской области Беларуси. Административный центр Зембинского сельсовета. В 1924—1927 годах был центром Зембинского района.

## История
Согласно исследованиям XIX века, среди окрестных селений Зембин является старейшим. Однако точная дата его основания неизвестна. Первое письменное упоминание датируется только 1526 годом. В это время здесь уже существовало большое имение, которым владели Радзивиллы. О значимости имения свидетельствует то, что для управления им назначался державца. Как известно, державцы в ВКЛ назначались только в великокняжеские или в крупные имения. Зембин на протяжении веков принадлежал ряду именитых шляхетских родов. Владельцами местечка в разное время были Радзивиллы, Кишки, Саковичи, Потоцкие, Войно Ясенецкие, Хрептовичи, Лиходзиевские и Хелховские.
На XVІ — первую половину XVIII вв. приходится расцвет Зембина. В это время он имел статус местечка и принадлежал виленскому подвоеводе Адаму Матею Саковичу. С середины XVII века из-за войны и её последствий Зембин, как и вся страна, пережил сильный упадок. Начало XVIII века не принесло облегчения. Военные действия во времена Великой Северной войны не затронули местечко, однако длительное размещение здесь московского войска во главе с Меньшиковым привело край к полному разорению. По этой причине Зембин потерял статус местечка. По состоянию на 1777 год здесь было 38 дворов, корчма, пивоварня и 2 водяные мельницы.
Переломным в судьбе Зембина был 1783 год. Тогдашний его хозяин Хрептович добился возвращения селению статуса местечка и пригласил селиться в нём всех свободных людей (как христиан, так и нехристиан), создав им условия для ведения торговли. Отныне в Зембине поселились евреи, а сам он начал быстро расти.
В результате второго раздела Речи Посполитой (1793) Зембин оказался в составе Российской империи, в Борисовском уезде. Новые власти отобрали местечко у Иоахима Хрептовича, но уже в 1807 году вернули его сыну Иринею. В 1795 году в Зембине открылась почта. На ней было 4 почтальона и 8 лошадей.
Во время войны 1812 года в Зембине провел первую ночь после трагической переправы через Березину Наполеон. Тут же в костеле исповедовался тяжело раненый французский генерал. В Зембине он умер и был похоронен.
Война между Российской империей и Францией и освободительные восстания XIX века, в которых активно участвовали зембинцы, остановили рост местечка. Если на 1800 год в нём было 52 двора, то на 1864 — только 50. В дальнейшем Зембин снова быстро рос. В 1880 году в нём уже было 139 дворов (101 из них владели евреи), 635 жителей. Местечко стало центром волости. На 1890 год в её состав входили 124 населенных пункта с общей численностью населения 9202 чел.
По состоянию на 1908 год в Зембине уже было 1189 жителей, в имении — ещё 28. Это на четверть больше его современной численности населения. Работали водяная мельница, 4 кузницы, школа, 23 магазина, больница, 3 корчмы и 5 постоялых домов. В Первую мировую войну в феврале—декабре 1918 года местечко было занято немецкими войсками.
В 1919 году Зембин вошел в состав БССР, где в 1924 году стал центром Зембинского района (с 1927 — в Борисовском районе). По состоянию на 1926 год в Зембине проживало 1199 жителей, из них 838 евреев. Здесь работали швейная, сапожная, 2 столярные, 3 кожевенные мастерские, 5 кузниц, паровая мельница, 2 пекарни, 2 маслобойни. 27 сентября 1933 года статус селения понизили до деревни.
Во Вторую мировую войну с июля 1941 года до 30 июня 1944 года Зембин находился под немецкой оккупацией. В июле 1941 года нацисты организовали Зембинское гетто, которое находилось рядом с еврейским кладбищем на Рабоче-крестьянской улице (ныне — улица Изи Харика). 18 августа 1941 года в результате массового убийства 927 евреев, в большинстве стариков, женщин и детей, Зембинское гетто было ликвидировано. В 1967 году родственники погибших на свои средства огородили место расстрела бетонным забором и установили памятную доску. В августе 2001 года на средства зарубежных родственников убитых зембинских евреев на месте их расстрела был установлен памятник.
В ноябре 2022 года начался снос зембинского костёла ввиду того, что храм не подлежит восстановлению, одновременно вызвавшее возмущение у местных жителей.

## Производственная сфера
Сельскохозяйственное предприятие ОАО «Зембинский» занимает территорию 8030 гектаров сельскохозяйственных угодий, в том числе пашни 5154 гектаров. На предприятии в 2018 году среднесписочная численность составила 220 человек. Хозяйство специализируется на производстве зерна, молока и мяса крупного рогатого скота. Численность поголовья крупного рогатого скота на 1 января 2019 года составляло 2759 голов, в том числе дойного стада — 1431 голова.

## Социальная сфера
В Зембине располагаются: ГУО «Зембинская общеобразовательная средняя школа Борисовского района», сельский Центр культуры, Зембинская участковая больница, ГУО «Зембинский ясли — сад Борисовского района», ООО «Зембинский», торговый центр, отделение связи, банк «Беларусбанк», библиотека, комплексно-приемный пункт.
В здании сельского Центра культуры расположена Зембинская сельская библиотека. В зону обслуживания сельской библиотеки входят 12 населённых пунктов, в которых проживает более 1250 человек. В библиотеке имеется компьютерное оборудование, осуществлено скоростное подключение Byfly к сети Интернет. Библиотечный фонд насчитывает более 20000 экземпляров библиотечных документов.
В здании сельского Центра культуры расположена картинная галерея, основанная художницей Н. Ходасевич-Леже (1904—1982; в 1950-х годах она была женой французского художника-авангардиста Фернана Леже; родители Нади Леже происходили из Борисовского уезда). В этом же здании открыт Музей народной славы, посвященный военной тематике.
В 1981 году построен Зембинский Центр культуры. В учреждении имеется киноустановка. Зрительный зал рассчитан на 300 мест. В учреждении работает 18 клубных формирований. Центр культуры в своей работе применяет такие формы клубной работы, как праздники, вечера отдыха, устные журналы, тематические вечера, вечера вопросов и ответов, посиделки, информационные часы, дискуссии, диспуты, ринги, вечера-встречи, вечера-портреты, экскурсии, круглые столы, капустники, викторины, выставки, вечера памяти, конкурсы, литературный круиз, вечер солдатского конверта, обряды, театрализованные представления, спектакли, огоньки, концерты, дискотеки.
Комплексно-приемный пункт оказывает услуги по таким видам, как ремонт обуви, швейных изделий, мебели, бытовых машин, теле- и радиоаппаратуры, парикмахерские услуги, прием заказов в прачечную, химчистку, изготовление ритуальных принадлежностей.
В ГУО «Зембинская общеобразовательная средняя школа Борисовского района» в 2011 году обучалось около 140 учащихся.

## Культура
- Центр культуры.
- Картинная галерея. Действует с 1989 года.
- Музей Народной славы — филиал Борисовского объединённого музея. Музей переведён в 2010 году из деревни Иканы. Размещена, в том числе, коллекция реплик картин мастеров европейского искусства, переданных музею Надеждой Ходасевич-Леже, и 6 мозаик труда самой художницы.
- Музей ГУО «Зембинская средняя школа Борисовского района».

## Достопримечательность
- Здание бывшей миквы —  Историко-культурная ценность Республики Беларусь, шифр 613Г000663
- Костёл Пресвятой Девы Марии (1790—1809)
- Свято-Михайловская церковь (1903—1904)

### Мемориалы
- Памятник воинам, партизанам и жертвам фашизма, которые погибли в годы Второй мировой войны
- Памятник на братской могиле 14 партизан бригады «Дядька Коля», которые погибли в годы Второй мировой войны
- Мемориал в память 927 мирных граждан, погибших 18 августа 1941 года